# Fiodor Czerkaszyn
Fiodor Czerkaszyn (ur. 11 stycznia 1996 w Charkowie) – polsko-ukraiński pięściarz walczący w kategorii średniej. Od 26 października 2024 roku jest mistrzem WBC International wagi średniej.
11 kwietnia 2020 roku uzyskał polskie obywatelstwo.

## Osiągnięcia
- 2024-nadal: Mistrz WBC International wagi średniej

## Lista walk w zawodowym boksie
| Wynik     | Rekord | Przeciwnik (bilans przed walką)   | Rozstrzygnięcie | Runda, czas | Data       | Miejsce                                                                         | Uwagi                                      |
| --------- | ------ | --------------------------------- | --------------- | ----------- | ---------- | ------------------------------------------------------------------------------- | ------------------------------------------ |
| Wygrana   | 26-1   | Patrick Allotey (44-7)            | TKO             | 2/6 (1:15)  | 01.02.2025 | Prudential Center, Newark                                                       |                                            |
| Wygrana   | 25-1   | Sebastian Horacio Papeschi (22-4) | UD              | 10/10       | 26.10.2024 | Nosalowy Dwór, Zakopane                                                         | Zdobył pas WBC International wagi średniej |
| Wygrana   | 24-1   | Jorge Cota (31-6)                 | RTD             | 7/10 (2:55) | 24.05.2024 | Hala Podpromie, Rzeszów                                                         |                                            |
| Wygrana   | 23-1   | Jairo Delgado (11-2)              | UD              | 8/8         | 24.02.2024 | Opera i Filharmonia Podlaska Europejskie Centrum Sztuki, Białystok              |                                            |
| Przegrana | 22-1   | Anauel Ngamissengue (12-0)        | MD              | 8/8         | 26.08.2023 | Tarczyński Arena, Wrocław                                                       |                                            |
| Wygrana   | 22-0   | Elias Espadas (22-5)              | TKO             | 9/10 (2:07) | 22.04.2023 | T-Mobile Arena, Las Vegas                                                       |                                            |
| Wygrana   | 21-0   | Nathaniel Gallimore (22-5-1)      | UD              | 10/10       | 05.11.2022 | Armory, Minneapolis                                                             |                                            |
| Wygrana   | 20-0   | Gilbert Venegas Jr. (11-1)        | TKO             | 4/8 (2:19)  | 20.08.2022 | Seminole Hard Rock Hotel and Casino, Hollywood                                  |                                            |
| Wygrana   | 19-0   | Gonzalo Gaston Coria (18-4)       | UD              | 10/10       | 23.10.2021 | Nosalowy Dwór, Zakopane                                                         |                                            |
| Wygrana   | 18-0   | Damian Ezequiel Bonelli (24-8)    | TKO             | 1/8 (2:50)  | 17.07.2021 | Suwałki Arena, Suwałki                                                          |                                            |
| Wygrana   | 17-0   | Javier Francisco Maciel (33-10)   | UD              | 10/10       | 17.07.2021 | Hotel Warszawianka, Jachranka                                                   |                                            |
| Wygrana   | 16-0   | Patrick Mendy (18-15-3)           | TKO             | 7/8 (1:58)  | 07.03.2020 | Hala Sportowa im. Olimpijczykow, ul. Ksieznej Anny 18, Łomża                    |                                            |
| Wygrana   | 15-0   | Mathias Eklund (11-2-2)           | TKO             | 3/8         | 30.11.2019 | Nosalowy Dwór, Zakopane                                                         |                                            |
| Wygrana   | 14-0   | Guido Nicolas Pitto (26-6-2)      | TKO             | 1/10 (2:47) | 26.10.2019 | Hala Sportowa ul. Żeromskiego 9, Sosnowiec                                      |                                            |
| Wygrana   | 13-0   | Wes Capper (20-2-1)               | UD              | 10/10       | 06.07.2019 | Stadion Miejski „Stal” w Rzeszowie, Rzeszów                                     |                                            |
| Wygrana   | 12-0   | Kassim Ouma (29-12-1)             |                 |             | 23.03.2019 | Hala Sportowa im. Olimpijczykow, ul. Ksieznej Anny 18, Łomża                    |                                            |
| Wygrana   | 11-0   | Bartlomiej Grafka (21-31-3)       | UD              | 8/8         | 06.10.2018 | Nosalowy Dwór, Zakopane                                                         |                                            |
| Wygrana   | 10-0   | Ayoub Nefzi (26-10-2)             | TKO             | 2/8 (0:14)  | 02.06.2018 | G2A Arena Centrum Wystawienniczo–Kongresowe Województwa Podkarpackiego, Rzeszów |                                            |
| Wygrana   | 9-0    | Daniel Urbański (21-23-3)         | KO              | 1/8 (0:17)  | 12.05.2018 | Hala Sportowa ul. Osiedle Dolne Miasto 14A, Wałcz                               |                                            |
| Wygrana   | 8-0    | Artem Karasev (9-32-2)            | KO              | 1/6 (1:26)  | 10.02.2018 | Hala Nysa, Nysa                                                                 |                                            |
| Wygrana   | 7-0    | Nadzir Bakhshyieu (1-1)           | RTD             | 4/6 (3:00)  | 20.02.2016 | KIKO Boxing Club, Kijów                                                         |                                            |
| Wygrana   | 6-0    | Anton Rusak (6-8)                 | PTS             | 6/6         | 21.12.2015 | "Gagarin" Club, Mińsk                                                           |                                            |
| Wygrana   | 5-0    | Victor Garcia (7-5-3)             | UD              | 6/6         | 02.10.2015 | Gymnase du Lycee Technique de Monaco, Monte Carlo                               |                                            |
| Wygrana   | 4-0    | Yuriy Tkachenko (0-0)             | RTD             | 5/6 (3:00)  | 31.07.2015 | Imperia Sports Complex, Zamek Podhorecki                                        |                                            |
| Wygrana   | 3-0    | Mikalai Shaplou (0-2)             | TKO             | 1/6         | 10.07.2015 | Royal Boxing Gym, Mińsk                                                         |                                            |
| Wygrana   | 2-0    | Oleksandr Kovaliov (0-0)          | KO              | 1/4 (0:48)  | 21.05.2015 | Army Sports Club, Kijów                                                         |                                            |
| Wygrana   | 1-0    | Konstantin Aleksandrov (4-7)      | UD              | 6/6         | 09.05.2015 | Gymnasium of Natural Sciences and Mathematics, Wraca                            | Debiut w zawodowym boksie                  |